# Spaniel
Spaniel tilhører en undergruppe med hunde som bliver avlet som apporterende jagthunde, men som oprindelig var såkaldte stødende jagthunde af setter typen. Flere racer regnes også primært som stående jagthunde, og bliver derfor listet blandt disse af FCI. Nogen racer fungerer imidlertid kun som selskabshunde i dag, og listes derfor blandt disse.

## Racer

### Moderne
| Type af Spaniel               | Også kendt som                                                                     | Oprindelsesland | Min. Højde | Max. Højde | Min. Vægt | Max. Vægt | Billede |
| ----------------------------- | ---------------------------------------------------------------------------------- | --------------- | ---------- | ---------- | --------- | --------- | ------- |
| Amerikansk cocker spaniel     | Cocker Spaniel                                                                     | USA             | 33 cm      | 38 cm      | 11 kg     | 13 kg     |         |
| Amerikansk Water Spaniel      |                                                                                    | USA             | 38 cm      | 46 cm      | 11 kg     | 20 kg     |         |
| Epagneul Bleu de Picardie     | Blue Picardy Spaniel                                                               | Frankrig        | 56 cm      | 61 cm      | 20 kg     | 20 kg     |         |
| Boykin Spaniel                |                                                                                    | USA             | 38 cm      | 46 cm      | 11 kg     | 20 kg     |         |
| Breton                        | Épagneul Breton Bretagne spaniel                                                   | Frankrig        | 47 cm      | 51 cm      | 15 kg     | 25 kg     |         |
| Cavalier King Charles Spaniel |                                                                                    | England         | 30 cm      | 33 cm      | 5.9 kg    | 8.2 kg    |         |
| Clumber Spaniel               |                                                                                    | England         | 43 cm      | 51 cm      | 25 kg     | 39 kg     |         |
| Drentse Patrijshond           | Dutch Partridge Dog                                                                | Holland         | 55 cm      | 65 cm      | 25 kg     | 35 kg     |         |
| Engelsk Cocker Spaniel        | Cocker Spaniel                                                                     | England         | 38 cm      | 43 cm      | 12 kg     | 15 kg     |         |
| Engelsk Springer Spaniel      |                                                                                    | England         | 38 cm      | 43 cm      | 12 kg     | 15 kg     |         |
| Field Spaniel                 |                                                                                    | England         | 43 cm      | 46 cm      | 16 kg     | 23 kg     |         |
| Épagneul français             | French Spaniel                                                                     | Frankrig        | 53 cm      | 61 cm      | 23 kg     | 32 kg     |         |
| Wachtelhund                   | Deutscher Wachtelhund Tysk Spaniel                                                 | Tyskland        | 41 cm      | 51 cm      | 20 kg     | 30 kg     |         |
| Irish Water Spaniel           |                                                                                    | Irland          | 53 cm      | 61 cm      | 20 kg     | 29 kg     |         |
| King Charles Spaniel          | English Toy Spaniel (i USA)                                                        | England         | 23 cm      | 25 cm      | 2.7 kg    | 5.4 kg    |         |
| Kooikerhondje                 | Hollandsk Kooikerhondje                                                            | Holland         | 36 cm      | 41 cm      | 9.1 kg    | 11 kg     |         |
| Grosser münsterländer         | Large Münsterländer                                                                | Tyskland        | 58 cm      | 64 cm      | 25 kg     | 32 kg     |         |
| Papillon                      | Continental Toy Spaniel, Épagneul Nain Continental                                 | Frankrig        | 20 cm      | 28 cm      | 2.3 kg    | 4.5 kg    |         |
| Phalène                       | Continental Toy Spaniel, Épagneul Nain Continental                                 | Belgien         | 20 cm      | 28 cm      | 2.3 kg    | 4.5 kg    |         |
| Épagneul Picard               | Picardy Spaniel Epagneul Bleu de Picardie                                          | Frankrig        | 56 cm      | 60 cm      | 20 kg     | 25 kg     |         |
| Epagneul de Pont-Audemer      | Épagneul Pont-Audemer Pont-Audemer Spaniel                                         | Frankrig        | 51 cm      | 58 cm      | 18 kg     | 24 kg     |         |
| Russisk Spaniel               | Russian hunting spaniel (Русский охотничий спаниель) Russkaya ochotnitjija spaniel | Rusland         | 38 cm      | 43 cm      | 13 kg     | 18 kg     |         |
| Kleiner Münsterländer         | Small Münsterländer                                                                | Tyskland        | 48 cm      | 56 cm      | 14 kg     | 17 kg     |         |
| Stabyhoun                     | Frisian Pointer dog                                                                | Holland         | 50 cm      | 53 cm      | 14 kg     | 23 kg     |         |
| Sussex Spaniel                |                                                                                    | England         | 33 cm      | 38 cm      | 16 kg     | 20 kg     |         |
| Welsh Springer Spaniel        |                                                                                    | Wales           | 43 cm      | 48 cm      | 16 kg     | 25 kg     |         |

### Uddød
| Type af Spaniel       | Oprindelsesland | Periode for at uddø | Billede |
| --------------------- | --------------- | ------------------- | ------- |
| Alpine Spaniel        | Schweiz         | 1830'erne           |         |
| English Water Spaniel | England         | 1930'erne           |         |
| Norfolk Spaniel       | England         | 1902                |         |
| Toy Trawler Spaniel   | Storbritannien  | 1920'erne           |         |
| Tweed Water Spaniel   | England         | 19. århundrede      |         |

### Fejlnavngivet
Følgende racer er 'ikke' sande spaniels, men er navngivet som sådan på grund af deres lighed med spaniels.
| Type af Spaniel   | Også kendt som   | Oprindelsesland | Min. Højde | Max. Højde | Min. Vægt | Max. Vægt | Billede |
| ----------------- | ---------------- | --------------- | ---------- | ---------- | --------- | --------- | ------- |
| Japanese chin     | Japanese Spaniel | Japan           | 23 cm      | 25 cm      | 1.8 kg    | 5.0 kg    |         |
| Pekingeser        | Chinese Spaniel  | Kina            | 20 cm      | 23 cm      | 3.6 kg    | 6.4 kg    |         |
| Tibetansk spaniel |                  | Tibet           | 23 cm      | 28 cm      | 4.1 kg    | 6.8 kg    |         |

## Notes
1. ↑  Fogle (2006): s. 152
2. ↑  Palika (2007): s. 131
3. ↑  "Blue Picardy Spaniel - Breed Description and Information". Canada's Guide to Dogs. Hentet 2009-11-21.
4. ↑  Fogle (2006): s. 230
5. ↑  Palika (2007): s. 172
6. 1 2  Smith (2002): p. 122
7. ↑  Coile, D. Caroline (2008). Cavalier King Charles Spaniels (2nd udgave). Barron's Educational Series. s. 11. ISBN 978-0-7641-3771-6.
8. ↑  Smith (2002): p. 128
9. ↑  Cunliffe, Juliette (1999). The Encyclopedia of Dog Breeds. Parragon. s. 323. ISBN 0-7525-8018-3.
10. ↑  Lambert, Cathy. Getting to Know English Cockers. Animalinfo Publications. s. 20. ISBN 978-1-921537-15-8.
11. ↑  Smith (2002): s. 134
12. ↑  Palika (2007): s. 237
13. ↑  "French Spaniel - Breed Description and Information". Canada's Guide to Dogs. Hentet 2009-11-21.
14. ↑  Fogle (2006): s. 344
15. ↑  Palika (2007): s. 269
16. ↑  Palika (2007): s. 232
17. ↑  Larkin, Peter (2003). The Essential Dog Book. Anness Publishing. s. 135. ISBN 978-0-681-86485-6.
18. ↑  Smith (2002): s. 166
19. ↑  Hungerland, Jacklyn E. (2003). Papillons. Barron's Educational Series. s. 11. ISBN 978-0-7641-2419-8.
20. ↑  Palika (2007): p. 311
21. ↑  "Breed Information: Phalene". Purina Care: Pet Health Library. Hentet 2009-11-21.
22. ↑  "Picardy Spaniel Information". Sarah's Dogs. Hentet 2009-11-21.
23. ↑  Cunliffe, Juliette (2005). The Encyclopedia of Dog Breeds (2nd udgave). Whitecap Books. s. 310. ISBN 978-0-7641-5700-4.
24. ↑  Wilcox, Bonnie; Walkowicz, Chris (1995). Atlas of Dog Breeds of the World (5th udgave). TFH Publications. s. 383. ISBN 978-0-7938-1284-4.
25. ↑  Cunliffe, Juliette (1999). The Encyclopedia of Dog Breeds. Parragon. s. 347. ISBN 0-7525-8018-3.
26. ↑  Smith (2002): s. 174
27. ↑  Ameri-Can Stabyhoun Association
28. ↑  Spiotta-DiMare, Loren (1999). The Sporting Spaniel Handbook. Barron's Educational Series. s. 122. ISBN 978-0-7641-0884-6.
29. ↑  Fogle (2006): p. 67
30. ↑  Drury, W.D. (1903). "Chapter LVIII. Chinese Spaniels, Chinese Pugs or Pekinese Spaniels, Pekinese Pugs". British Dogs, Their Points, Selection, And Show Preparation. Charles Scribner's Sons. Hentet 2010-03-07.
31. ↑  Palika (2007): p. 315
32. ↑  "FCI-Standard N° 231 / 11. 05. 1998 / GB Tibetan Spaniel". Fédération Cynologique Internationale. Arkiveret fra originalen 1. august 2012. Hentet 2010-10-16.
33. ↑  Palika (2007): p. 375

## Ekstern henvisning
- Den officielle hjemmeside for spaniel-klubben
- Den officielle hjemmeside for Klubben for F.T. Spaniels